# Музеи Донецкой области

## Музеи Донецка
В Донецке находится 140 музеев и музейных комнат. Среди них два крупных государственных областных музея: Донецкий областной художественный музей и Донецкий областной краеведческий музей. Кроме государственных музеев, есть музеи созданные предприятиями и организациями города. Среди них: музей истории и развития Донецкой железной дороги, созданный Донецкой железной дорогой; музей связи, созданный центром технической эксплуатации местной телефонной связи ОАО «Укртелеком»; музей еврейского наследия Донбасса, созданный Донецким еврейским общинным центром; музей истории ДМЗ, созданный Донецким металлургическим заводом и другие. Силами энтузиастов создаются народные музеи. Среди них «Донбасс непокоренный». Также в школах создаются музейные комнаты.
| Название                                          | Адрес                       | Дата открытия         | Описание экспозиции | Изображение                                       |
| ------------------------------------------------- | --------------------------- | --------------------- | --- | ------------------------------------------------- |
| Донецкий областной краеведческий музей            | Донецк, Челюскинцев, 189а   | 17 сентября 1924      | В фондах музея находится более 120 тысяч экспонатов. Среди фондов музея: палеонтологическая, археологическая, нумизматическая, этнографическая коллекции, а также коллекция старопечатных книг, коллекция культовых предметов XVIII—XIX веков, коллекции фотографий, образцы продукции предприятий, личные вещи известных людей Донбасса и другие коллекции. | Донецкий областной краеведческий музей            |
| Донецкий областной художественный музей           | Донецк, Бульвар Пушкина, 35 | 23 сентября 1939 года | Один из крупнейших музеев художественного профиля на Украине. Имеет в своей коллекции более 14 тысяч произведений живописи, графики, скульптуры и декоративно-прикладного искусства. | Донецкий областной художественный музей           |
| Музей истории и развития Донецкой железной дороги | Донецк, Артёмовская, 47     | 4 августа 2000 года   | Более 2000 экспонатов представлены документами, наградами, формами одежды, железнодорожным инструментом и оборудованием, старыми фотографиями и другим коллекционным материалом. В коллекции музея хранятся: издание 1909 г., посвящённое 25-летию Екатерининской железной дороги, форменная одежда 1936 г., телефонные аппараты Морзе, жезловый аппарат, знак об окончании школы среднего начсостава имени Рудзутака. Всего в музее — 25 единиц раритетного подвижного состава. Старейший из них салон-вагон генерала Ворошилова 1898 года. В музее хранится паровоз «Ь-2062» 1929 года, единственный сохранившийся экспонат в СНГ. | Музей истории и развития Донецкой железной дороги |

В таблице перечислены наиболее крупные музеи, остальные см. в статье «Музеи Донецка».

## Музеи в городах областного подчинения
| Название                                                               | Адрес                                                  | Дата открытия          | Описание экспозиции | Изображение |
| ---------------------------------------------------------------------- | ------------------------------------------------------ | ---------------------- | --- | ----------- |
| Музей трудовой и боевой славы и истории создания Авдеевского ПТУ       | Авдеевка, ул. Почтовая, 23                             | 7 мая 1995 года        | |             |
| Бахмутский государственный краеведческий музей                         | Бахмут, ул. Советская, 26                              |                        | В 20-ти залах разместились экспозиции отделов природы, археологии, народного быта, истории XIX — начала XX веков, Гражданской войны, 1920—1930-х годов, Великой Отечественной войны, послевоенных пятилеток, литературы края. |             |
| Музей истории города Горловка                                          | Горловка, Пушкинская, 15                               | октябрь 1957 года      | Собрание насчитывает более 30 тысяч памятников разных типов и видов, в частности, коллекцию каменных изваяний, предметов быта, изделий декоративно-прикладного искусства, нумизматики, знаков и наград, документов и т. п., которые характеризуют историю города, жизнь и быт его жителей от появления первого человека на территории современной Горловки до современности. Экспозиция имеет 10 разделов, содержащих 3064 экспоната.                                 |             |
| Горловский художественный музей                                        | Горловка, ул. Пушкинская, 23                           | 26 апреля 1959 года    | В фондах музея хранится около трех тысяч произведений живописи, графики, скульптуры, декоративно-прикладного искусства. Экспозиция раскрывает основные этапы развития украинского и русского изобразительного искусства XVIII—XXI веков. |             |
| Горловский музей миниатюрной книги                                     | Горловка, пр. Победы, 132а                             | июнь 2001 года         | Коллекция содержит более 7 000 экземпляров мини — (до 100 мм) и микрокниги (до 10 мм), которые изданы в 59 странах мира и изложенные на 102 языках. Это книги старинные, редчайшие, современные, изготовленные как в издательствах и типографиях, так и ручным способом. |             |
| Народный музей истории ОАО «Горловский машиностроительный завод»       | Горловка, ул. Катеринича, 1                            | 1970 год               | |             |
| Музей истории Дебальцево                                               | Дебальцево, ул. Советская, 85                          |                        | |             |
| Музей истории Торецка                                                  | Торецк ул. 50-летия Октября, Дворец культуры «Украина» | 1973 год               | В 1992 году музею присвоено звание «народный». |             |
| Музей истории шахты имени Димитрова                                    | Мирноград, переулок Школьный, 24                       |                        | |             |
| Музей Великой Отечественной войны                                      | Доброполье, частный музей в гараже                     |                        | Более 300 экспонатов: шашка времён Гражданской войны, немецкая машина. |             |
| Комната-музей советско-афганской войны                                 | Доброполье, помещение в здании водоканала              | 2 июня 2010 года       | Фотографии участников боевых действий, предметы вооружения и снаряжения советских солдат, советские и афганские агитационные листовки, знамя организации ветеранов Афганистана. |             |
| Музей ОАО «Докучаевский флюсо-доломитный комбинат»                     | Докучаевск, на территории докучаевского зоопарка       |                        | |             |
| Музей Григория Бойко                                                   | Докучаевск, СШ № 3                                     |                        | Открыт в школе, в которой учился до войны детский поэт Григорий Бойко. На стендах, иллюстрированных фотографиями, раскрывается жизненный и творческий путь писателя, его участие в Великой Отечественной войне. В комнате находятся личные вещи Г. Бойко, десятки сборников его стихов, а также бюст поэта, подаренный музею родными. |             |
| Дружковский художественный музей                                       | Дружковка, ул. Энгельса, 112                           | март 1984 года         | Фондовое собрание музея насчитывает более 1500 единиц хранения. В фондах музея хранятся коллекция экслибрисов Б. Н. Романова, разноплановые произведения художников, работавших на Дружковском фарфоровом заводе. |             |
| Музей истории Енакиево                                                 | Енакиево, ул. Щербакова, 120                           | 1967 году              | Экспозиция размещена в пяти залах: «Археология и История родного края со времен заселения до 1939 года», «Енакиево в период Великой Отечественной войны», «Жизнь и деятельность Г. Т. Берегового». Представлены новые материалы об известном металлурге Иване Павловиче Бардине, отдельный зал посвящён Валерии Флориановне Даувальдер. |             |
| Украинский техноленд                                                   | Енакиево                                               | нереализованный проект | |             |
| Константиновский краеведческий музей                                   | Константиновка, ул. Трудовая, 338                      |                        | |             |
| Краматорский художественный музей                                      | Краматорск, ул. Шкадинова, 60                          | 1959 год               | Основан на базе открытой в 1959 году народной картинной галереи. Фонды насчитывают 1400 произведений живописи, графики, скульптуры, декоративно-прикладного искусства, фоторабот. |             |
| Музей истории города Краматорска                                       | Краматорск, ул. Шкадинова, 60                          | 5 ноября 1967 года     | Коллекция насчитывает более 15 тысяч памятников истории и культуры: рушников, украинской одежды, предметов быта, ковров, деревянной и керамической посуды, декоративно-прикладной керамики, журналов, открыток, фотографий, документов, нумизматики, знаков и наград, личных фондов; предметов религиозного культа: иконы конца XIX — начала XX веков, книги, бронзовые кресты, складни и прочее.                                                                     |             |
| Народный музей истории ОАО «Новокраматорский машиностроительный завод» | Краматорск, пл. Ленина, 1                              | 1970 год               | |             |
| Музей истории Красноармейска, ул. Горького, 22                         | Красноармейск                                          | 1967 год               | Фонды насчитывают более 10 000 предметов. В музее можно познакомиться с уникальными памятниками археологии, коллекцией нумизматики, с памятниками материальной и духовной культуры XIX—XX веков, с историей заселения края. |             |
| Комната-музей С. З. Божко                                              | Красноармейск, СШ № 2                                  |                        | Посвящён писателю Савве Божко. Представлены его произведения, фотографии родных и близких писателю людей |             |
| Краснолиманский краеведческий музей                                    | Красный Лиман, ул. Кирова, 25                          |                        | |             |
| Макеевский художественно-краеведческий музей                           | Макеевка, пр. Ленина, 251/26                           | 1958 год               | Коллекции насчитывают 30 тысяч экспонатов, которые охватывают период с древнейших времен до современности. Музей располагает большой коллекцией по украинской этнографии, в состав которой входит народная земледельческая техника, орудия труда и произведения местных ремесленников, народная одежда и рушники, богато украшенные вышивкой и аппликацией. В музее также хранится коллекция посуды из стекла, мельхиора, фаянса, фарфора, меди, стекла XIX—XX веков. |             |
| Народный музей истории ОАО «Макеевский металлургический завод»         | Макеевка, ул. Металлургическая, 33                     | 1966 год               | |             |
| Мариупольский краеведческий музей                                      | Мариуполь, ул. Георгиевская, 20                        | 6 февраля 1920 года    | Имеет семь экспозиционных залов, научную библиотеку, фонд которой составляют 17 тысяч книг. В его фондах хранится более 53 тысяч экспонатов, в том числе изобразительные, письменные (рукописные и печатные), нумизматические, археологические, фотодокументальные, природные и другие. |             |
| Музей народного быта                                                   | Мариуполь, ул. Георгиевская, 55                        | 1989 год               | Экспозиция музея рассказывает об особенностях повседневной жизни представителей разных национальностей, которые заселили территорию Приазовья с конца XVIII века — украинцев, русских, греков, евреев, немцев, а также об их хозяйственной деятельности и культуре. |             |
| Музей медальерного искусства Е. В. Харабета                            | Мариуполь, пр. Металлургов, 25                         | Январь 2006 года       | Более 700 экспонатов работы Ефима Харабета — медали, эскизы медалей и памятных знаков в керамике, фотографии. |             |
| Музей истории комбината Ильича                                         | Мариуполь, ул. Семашко, 19                             | 20 февраля 1987 год    | Рассказывает об истории ММК им. Ильича |             |
| Художественный музей имени Куинджи                                     | Мариуполь, ул. Георгиевская, 58                        | 30 октября 2010 года   | На двух этажах музея обустроены 10 залов. В фондах музея хранятся произведения мастеров Украины XX века, среди которых — Татьяна Яблонская, Николай Глущенко, Владимир Беклемишев и местные художники. |             |
| Музей Мариупольского морского торгового порта                          | Мариуполь, проспект Лунина, 99                         |                        | Экспозиция музея, представлена в двух зала и рассказывает об истории порта, его работниках и руководстве. В ней представлены копии исторических документов и фотографий, макеты кораблей. Отдельный стенд посвящён спортивным достижениям работников порта. В центральной части экспозиции — небольшое диорамная изображение его первых зданий. |             |
| Музей имени Павлия                                                     | Мариуполь, ул. Черноморская, 19                        |                        | |             |
| Народный музей истории ОАО «Мариупольский комбинат Азовсталь»          | Мариуполь, ул. Трудовых резервов, 1                    | 1968 год               | |             |
| Новогродовский краеведческий музей                                     | Новогродовка                                           |                        | |             |
| Славянский краеведческий музей                                         | Славянск, ул. Юных Коммунаров, 31                      | 1974 год               | Экспозиция насчитывает около 30 тысяч экспонатов и состоит из четырёх разделов — природы, археологии, истории развития общества с 1917 по 1990 года, современности. |             |
| Литературный музей                                                     | Славянск                                               |                        | В экспозиции материалы о жизненном и творческом пути писателей Г. Сковороды, М. Петренко, Б. Гринченко, М. Чернявского, Х. Алчевской, А. Чехова, С. Васильченко, И. Карпенко-Карого, В. Гаршина, П. Байдебуры, О. Гончара и других |             |
| Литературный музей М. Петренко                                         | Славянск, СШ № 15                                      |                        | На стендах воссоздана история детства Михаила Петренко, рассказывается об обучении в гимназии и университете города Харькова. Раскрывается литературно-музыкальная история создания знаменитой песни «Дивлюсь я на небо та й думку гадаю…» |             |
| Снежнянский музей боевой славы                                         | Снежное                                                |                        | |             |
|                                                                        | Торез                                                  |                        | |             |
|                                                                        | Угледар                                                |                        | |             |
| Музей истории города Харцызска                                         | Харцызск                                               |                        | |             |
|                                                                        | Шахтёрск                                               |                        | |             |
|                                                                        | Ясиноватая                                             |                        | |             |
|                                                                        |                                                        |                        | |             |

## Музеи в прочих населённых пунктах
| Название                                    | Адрес                              | Дата открытия | Описание экспозиции | Изображение |
| ------------------------------------------- | ---------------------------------- | ------------- | --- | ----------- |
| Музей Г. Я. Седова                          |                                    |               | |             |
| Музей истории и этнографии греков Приазовья | Сартана, ул. Генерала Куркчи, 37-а |               | Экспозиция музея отражает процесс переселения греков из Крымского ханства в Приазовье в 1778—1780 годах, освоение нового края, развитие хозяйственной деятельности (земледелие, скотоводство, торговля, промыслы), сохранение культурных традиций (оформление жилья, одежда, украшения, обряды и праздники), развитие греческой диаспоры Приазовья до настоящего времени. |             |
|                                             |                                    |               | |             |

- Волновахский краеведческий музей
- Государственный историко-культурный заповедник в г.Славяногорске
- Музей народной архитектуры, быта и детского творчества в селе Прелестное
- Старобешевский мемориальный музей П. Ангелиной
- Великоанадольський музей леса
- Музей Немировича-Данченко
- Музей Сергея Прокофьева в селе Красное
- Музей Комсомольського Рудоуправления и города Комсомольское
- Музей соляной промышленности